# Nidorino
Nidorino is een Pokémon uit de Kanto-regio. Hij is van het type Gif. Je kunt hem vangen in Kanto, Johto, Hoenn en Kalos.
De basisaanvallen van Nidorino zijn Leer en Peck. Het vreemde is dat Peck een vliegaanval is. Hij leert ook nog een aantal gifaanvallen (bijvoorbeeld Toxic Spikes en Poison Jab), een enkele duisteraanval (Flatter) en een vechtaanval (Double Kick).
Nidorino is geëvolueerd van Nidoran♂. Hij evolueert naar Nidoking met een maansteen.